# 努尔·穆罕默德·塔拉基
努尔·穆罕默德·塔拉基（普什圖語：‎；1917年7月15日—1979年10月8日），阿富汗政治人物，為阿富汗民主共和國領導人、阿富汗人民民主党总书记。

## 政治生涯
塔拉基青年時在莫斯科国立大学和喀布尔大学学习。毕业后从事新闻工作。1965年，他成立阿富汗人民民主黨（共產主義政黨）並擔任總書記。1973年，塔拉基幫助達烏德奪權，1978年4月26日以“违反了阿富汗宪法第46、47条的规定”的罪名被捕，4月27日阿富汗人民民主黨发动军事政变，塔拉基出狱，4月30日成立阿富汗民主共和國，出任革命委員會主席團主席（國家元首）兼部長會議主席（總理）。

### 1979年政變
人民派的塔拉基上臺後，同屬人民派的部長會議副主席（副總理）兼外交部長哈菲佐拉·阿明的勢力逐漸加強。1979年3月赫拉特叛亂發生後，阿明取代塔拉基擔任部長會議主席，同年7月阿明兼任國防部長。隨着塔拉基與阿明的矛盾加劇，在蘇聯推動下，塔拉基決定鏟除阿明。由於塔拉基身邊有人暗中向阿明通風報信，使得阿明可以避開塔拉基一方的圖謀。
1979年9月，阿明知道塔拉基已經取得勃列日涅夫同意鏟除自己後，不顧塔拉基的反對改組內閣，革除支持塔拉基的「四人幫」成員，意圖進一步孤立塔拉基。塔拉基以化解分歧為名，邀請阿明到總統府議事，意圖逮捕阿明。阿明雖然不願意，但在蘇聯駐阿富汗大使於9月14日對阿明保證人身安全之下，阿明別無選擇。當日阿明帶同保鑣到達總統府，已暗中投靠阿明的警察首長賽義德·塔倫少校（有來源說他是總統府衛隊長官）引領阿明一行人前往塔拉基的辦公室，但總統府守衛只許阿明一人進入，當塔倫推開守衛試圖進入時，守衛向阿明一方開槍，塔倫中彈身亡，阿明僥倖逃脫，隨即調動效忠自己的部隊發動政變推翻塔拉基。9月16日，喀布爾電台宣佈塔拉基因健康理由請辭，由阿明接任其職務。阿明於同年10月處死塔拉基（一說是阿明派人勒死塔拉基，另一說是阿明派人用枕頭悶死睡覺中的塔拉基）。雖然塔拉基死法未有一個肯定的說法，但主流一致認為他的死和阿明有關，因為阿明是當時阿富汗掌權者。
塔拉基的死訊於1979年10月9日公佈，而實際死亡日期存在不同說法。